# Hokuto (Hokkaidō)
Pour les articles homonymes, voir Hokuto.
Hokuto (北斗市, Hokuto-shi) est une ville de la sous-préfecture d'Oshima, située sur l'île de Hokkaidō, au Japon.

## Géographie

### Situation
Hokuto est située dans l'extrême sud de Hokkaidō, au bord du détroit de Tsugaru. Elle jouxte la ville de Hakodate à l'est.

### Municipalités limitrophes
| Assabu  | Mori               | Nanae              |
| Assabu  | Hokuto             | Hakodate           |
| Kikonai | détroit de Tsugaru | détroit de Tsugaru |

### Démographie
En mai 2021, la population de Hokuto s'élevait à 45 317 habitants, répartis sur une superficie de 397,44 km2.

### Climat
| Mois                                             | jan.       | fév.       | mars       | avril      | mai       | juin      | jui.      | août     | sep.      | oct.      | nov.       | déc.       | année      |
| ------------------------------------------------ | ---------- | ---------- | ---------- | ---------- | --------- | --------- | --------- | -------- | --------- | --------- | ---------- | ---------- | ---------- |
| Température minimale moyenne (°C)                | −8,1       | −7,8       | −3,7       | 1,5        | 7         | 11,9      | 16,6      | 17,9     | 13,4      | 6,3       | 0,6        | −5,2       | 4,2        |
| Température moyenne (°C)                         | −3,5       | −2,9       | 0,9        | 6,6        | 11,8      | 15,9      | 19,8      | 21,5     | 18        | 11,5      | 5          | −1,2       | 8,6        |
| Température maximale moyenne (°C)                | 0,2        | 1          | 5          | 11,6       | 16,9      | 20,5      | 23,9      | 25,8     | 22,9      | 16,7      | 9,3        | 2,4        | 13         |
| Record de froid (°C) date du record              | −19,6 2012 | −19,4 2012 | −16,1 2005 | −10,8 2012 | −1,2 1991 | 4 1998    | 8,4 1993  | 9,2 1979 | 2 2001    | −3,3 2004 | −14,8 1998 | −18,6 1985 | −19,6 2012 |
| Record de chaleur (°C) date du record            | 9,2 1979   | 10,7 2016  | 16,7 2015  | 25,1 2018  | 28,2 2019 | 29,5 2021 | 33,6 2019 | 34 2020  | 32,5 2020 | 28,2 2021 | 20,8 2003  | 15,4 1990  | 34 2020    |
| Ensoleillement (h)                               | 66,8       | 83,1       | 133,5      | 172,2      | 189,2     | 161,7     | 116,7     | 137,2    | 152,8     | 147,9     | 97         | 63,5       | 1 526,1    |
| Précipitations (mm)                              | 67         | 55,8       | 56,1       | 68,6       | 86,4      | 79,8      | 129,5     | 158,5    | 142,6     | 111,7     | 106,2      | 87,5       | 1 149,6    |
| Nombre de jours avec précipitations              | 14,8       | 12,3       | 12,2       | 10,1       | 10,3      | 8,3       | 9,6       | 9,4      | 11        | 12,1      | 14,3       | 16,1       | 140,6      |
| dont nombre de jours avec précipitations ≥ 10 mm | 1,4        | 1,3        | 1,5        | 2,1        | 2,8       | 2,8       | 4,4       | 4,8      | 4,7       | 3,3       | 3,6        | 2,2        | 34,8       |

| Diagramme climatique                                  |           |           |             |           |              |               |               |               |              |             |             |
| J                                                     | F         | M         | A           | M         | J            | J             | A             | S             | O            | N           | D           |
| 0,2−8,167                                             | 1−7,855,8 | 5−3,756,1 | 11,61,568,6 | 16,9786,4 | 20,511,979,8 | 23,916,6129,5 | 25,817,9158,5 | 22,913,4142,6 | 16,76,3111,7 | 9,30,6106,2 | 2,4−5,287,5 |
| Moyennes : • Temp. maxi et mini °C • Précipitation mm |           |           |             |           |              |               |               |               |              |             |             |

## Histoire
La ville moderne de Hokuto a été créée en 2006 de la fusion des anciens bourgs de Kamiiso et Ono.

## Transports
Hokuto est desservie par la ligne Shinkansen Hokkaidō à la gare de Shin-Hakodate-Hokuto. Elle est également desservie par les lignes Hakodate et Dōnan Isaribi Tetsudō.